# Sanace (ekologie)

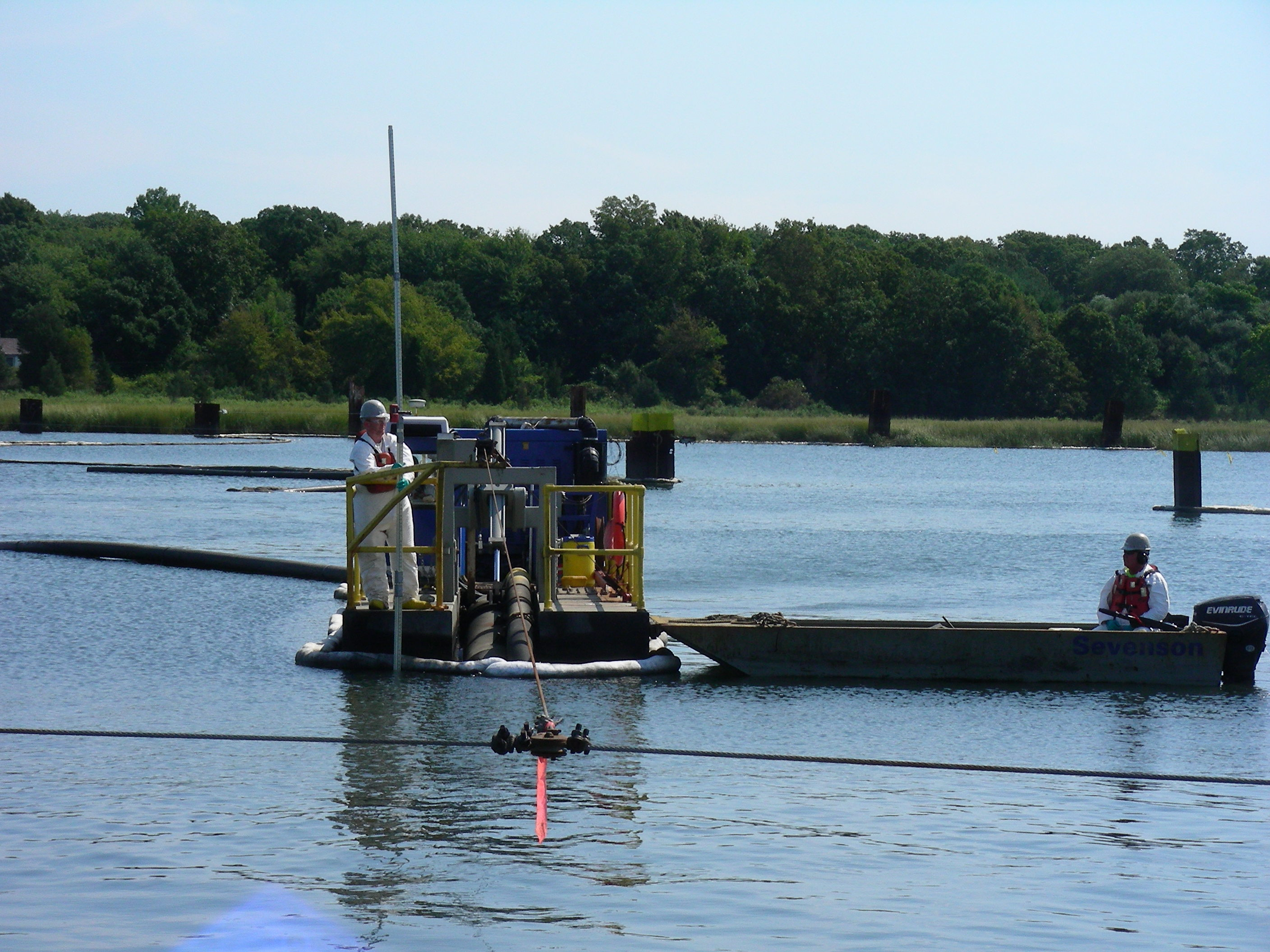
Přístroj určený k revitalizaci.

Sanace (z lat. sanare, uzdravit, napravit) znamená přijetí opatření k nápravě škod způsobených lidskou činností na krajině nebo majetku. Sanace je samotné odstranění příčin a následků způsobených škod. Nápravná opatření učiněná v krajině jsou revitalizace a rekultivace.

## Sanace škod vzniklých po těžbě
Práce, které je těžební společnost povinna učinit k odstranění škod na krajině vzniklých těžební činností (§ 31 odst. 5 horního zákona). Většinou zahrnuje odstranění techniky a technologických zařízení používaných při dobývání surovin a manipulaci s nimi. Samotný technologický proces likvidace škod po povrchové a hlubinné těžbě se nazývá rekultivace.

## Sanace ekologických zátěží
Sanace ekologických zátěží je proces odstraňování materiálů a látek ohrožující dlouhodobě složky životního prostředí. Lze sem zahrnout i likvidace ekologických havárií.